# Leśna Góra (województwo lubuskie)

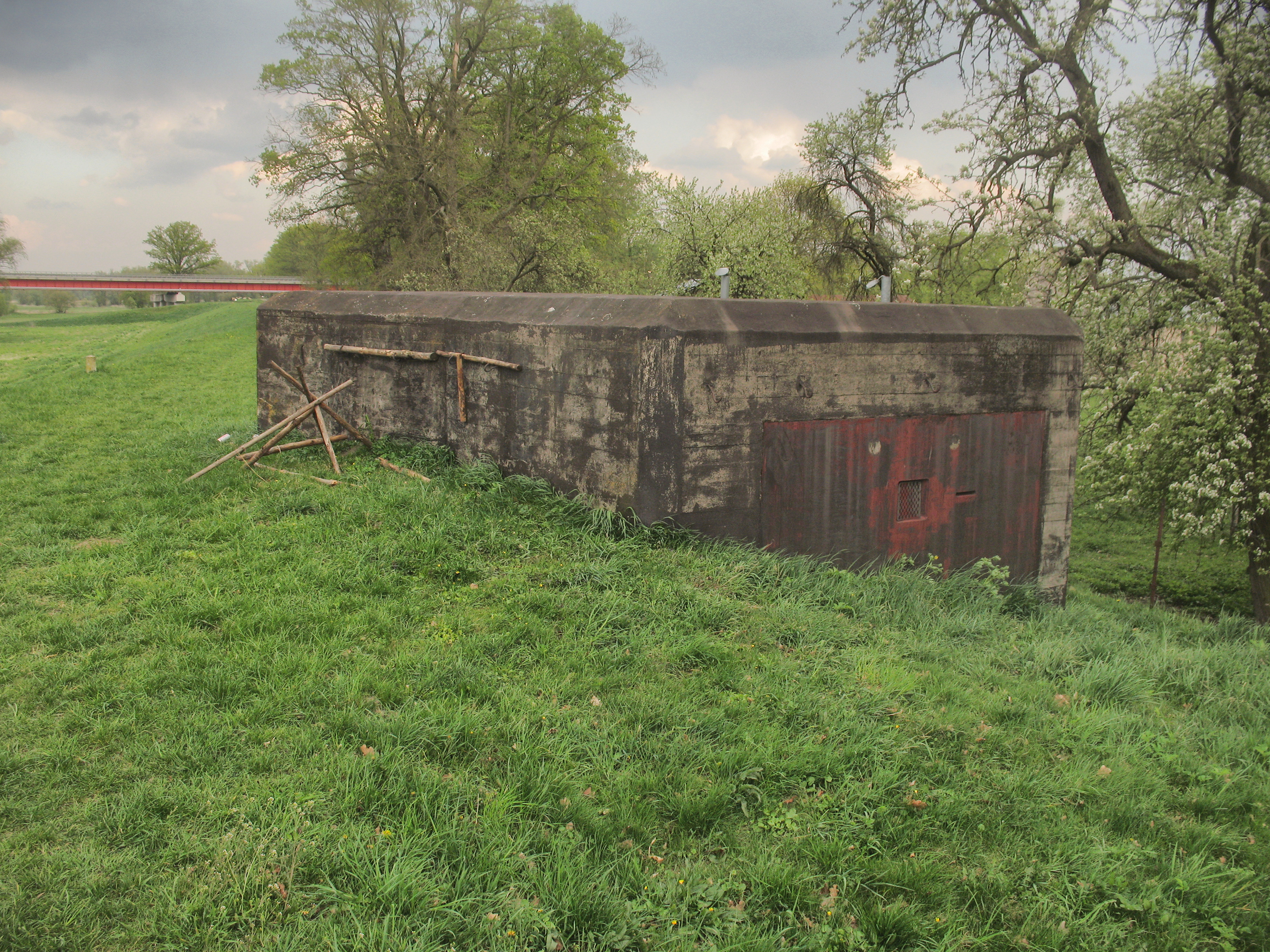
Pozostałości umocnień Linii Środkowej Odry

Leśna Góra (niem. Waldhäuser) – wieś sołecka w zachodniej Polsce, w województwie lubuskim, w powiecie zielonogórskim, w gminie Sulechów, usytuowana na lewym brzegu Odry, około 7 km od Sulechowa. Zamieszkiwana przez 56 osób (stan na 30 czerwca 2025). W latach 1975–1998 zlokalizowana w województwie zielonogórskim.
W miejscowości usytuowane jest boisko piłkarskie, stanowiące domowy obiekt Mewy Cigacice.
We wsi znajduje się część umocnień Linii Środkowej Odry (niem. Oderstellung). 29 stycznia 1945 miało tu miejsce strategiczne przełamanie linii frontu (jedyny wówczas drogowy most na Odrze w promieniu 30 km) dokonane przez 3. Batalion Czołgów 1 Frontu Białoruskiego, pod dowództwem majora Filimonienkowa.